# 丘胡普克羅山
11°46′36″S 76°02′20″W / 11.77667°S 76.03889°W
丘胡普克羅山（Chhuqu P'ukru），是秘魯的山峰，位於該國中部胡寧大區，由瓦伊瓦伊區和蘇伊圖坎查區負責管轄，屬於帕里亞卡卡山脈的一部分，海拔高度5,000米。